# Мыльниковы
Мыльниковы — деревня в Юрьянском районе Кировской области в составе Загарского сельского поселения.

## География
Находится на расстоянии менее 1 километра на северо-восток от села Загарье.

## История
Известна с 1678 года как починок Алешки Мыльникова с 2 дворами. В 1764 году учтено в ней 57 жителей. В 1873 отмечено дворов 14 и жителей 131, в 1905 18 и 118, в 1926 20 и 100, в 1950 25 и 73, в 1989 оставалось 3 жителя.

## Население
Постоянное население  составляло 5 человек (русские 100%) в 2002 году, 1 в 2010.